# Liste des sous-préfets et préfets délégués de Saint-Martin et de Saint-Barthélemy

Logo de la préfecture

Cet article présente la liste des sous-préfets des îles de Saint-Martin et Saint-Barthélemy du temps de l'arrondissement des Îles-du-Nord (1962-2007), puis la liste des préfets délégués (2007-2025) et préfets (depuis 2025) des collectivités d'outre-mer Saint-Barthélémy et Saint-Martin, ainsi que des sous-préfets, secrétaires-généraux de la préfecture (depuis 2016).

## Sous-préfets des Îles-du-Nord (1962-2007)
| Période                         | Identité                            |
| ------------------------------- | ----------------------------------- |
| avril 1962 - avril 1963         | Guy Maillard                        |
| mai 1963 - septembre 1965       | Serge Thirioux                      |
| septembre 1965 - juillet 1967   | J. Vidal[Qui ?]                     |
| août 1967 - octobre 1969        | Jean Ducret                         |
| décembre 1969 - décembre 1971   | René Stambouli                      |
| février 1972 - février 1975     | Kamel Khrissate                     |
| avril 1975 - juin 1978          | Pierre Etchegoyen                   |
| août 1978 - juillet 1980        | Jean-Pierre Lacave                  |
| juillet 1980 - janvier 1981     | Bernard Prévost                     |
| janvier 1981 - septembre 1981   | Jacques Limoge                      |
| octobre 1981 - septembre 1984   | Gonthier Friederici                 |
| novembre 1984 - octobre 1986    | Jean-Pierre Hubert                  |
| octobre 1986 - mai 1989         | François Seners                     |
| juin 1989 - septembre 1990      | Michel Magnier                      |
| septembre 1990 - décembre 1991  | Pierre Vache                        |
| avril 1992 - novembre 1993      | Bernard Guerin                      |
| janvier 1994 - janvier 1995     | Jean-Jacques Dudillieu              |
| janvier 1995 - août 1996        | Antoine Pichon                      |
| août 1996 - août 1998           | Jean-Loup Petit                     |
| octobre 1998 - juin 2000        | Didier Juilliard                    |
| juin 2000 - août 2003           | Patrice Latron                      |
| septembre 2003 - décembre 2006  | Maurice Michaud                     |
| décembre 2006 - 21 février 2007 | Yvon Alain (sous-préfet ad interim) |

## Préfets délégués descollectivités d'outre-mer(2007-2025)
| Période                    | Période          | Identité               | Fonction précédente                                                                           | Observation |
| -------------------------- | ---------------- | ---------------------- | --------------------------------------------------------------------------------------------- | --- |
| 21 février                 | 21 mars 2007     | Yvon Alain             | Sous-préfet des Îles-du-Nord ad interim.                                                      | Préfet délégué ad interim auprès du préfet de la région Guadeloupe.                                                                                       |
| 9 mars 2007 9 juillet 2007 | 13 juillet 2009  | Dominique Lacroix      | Secrétaire aux affaires économiques en Guadeloupe.                                            | Préfet délégué auprès du préfet de la région Guadeloupe puis (9 juillet 2007) préfet délégué auprès du représentant de l'État. Nommé préfet de la Lozère. |
| 13 juillet 2009            | 16 novembre 2011 | Jacques Simonnet       | Sous-préfet de l’arrondissement d’Arles.                                                      | Admis à la retraite. |
| 16 novembre 2011           | 21 avril 2015    | Philippe Chopin        | Sous-préfet de Béziers.                                                                       | Nommé préfet de la Creuse. |
| 21 mai 2015                | 2 juillet 2018   | Anne Laubies           | Secrétaire générale de la préfecture du Pas-de-Calais                                         | Admise à la retraite. |
| 9 juillet 2018             | 14 décembre 2020 | Sylvie Danielo-Feucher | Coordinatrice nationale des délégués du gouvernement dans les quartiers « très prioritaires » | Nommée préfète de l'Ariège. |
| 15 décembre 2020           | 27 mars 2022     | Serge Gouteyron        | Sous-préfet d'Aix-en-Provence.                                                                | |
| 28 mars 2022               | janvier 2025     | Vincent Berton         | Secrétaire général de la préfecture des Hauts-de-Seine                                        | |

## Préfets de Saint-Barthélemy et Saint-Martin (depuis 2025)
Par le décret no 2025-38 du 9 janvier 2025, le préfet délégué devient un préfet de plein exercice.
| Période         | Période     | Identité        | Fonction précédente                                      | Observation |
| --------------- | ----------- | --------------- | -------------------------------------------------------- | ----------- |
| 10 février 2025 | en fonction | Cyrille Le Vély | Secrétaire général de la préfecture des Bouches-du-Rhône |             |

## Sous-préfets, secrétaires généraux de la préfecture (depuis 2016)
| Période                             | Identité        |
| ----------------------------------- | --------------- |
| 19 juillet 2016 - 17 novembre 2017  | Thierry Mahler  |
| 17 novembre 2017 - 10 décembre 2018 | Régine Pam      |
| 21 janvier 2019 - 24 novembre 2021  | Mikaël Doré     |
| 23 décembre 2021 - 20 décembre 2024 | Fabien Sésé     |
| 13 janvier 2025 - en fonction       | Fabrice Thibier |